# Tuner
Tuner är en amerikansk thriller- och kriminalfilm, som har en planerad premiär i september 2025 på Toronto International Film Festival. Filmen är regisserad av Daniel Roher som själv skrivit filmens manus tillsammans med Robert Ramsey.

## Handling
En skicklig pianostämmare upptäcker oväntat att hans färdigheter även lämpar sig för att dyrka kassaskåp.

## Rollista (i urval)
- Leo Woodall
- Dustin Hoffman
- Havana Rose Liu
- Jean Reno
- Lior Raz
- Tovah Feldshuh